# شبكة آمسلر
شبكة آمسلر المستخدمة منذ عام 1945 هي شبكة من خطوط أفقية ورأسية تُستخدم لمراقبة المجال البصري المركزي لدى المرضى، تم تطويرها من قِبل مارك آمسلر، وهو طبيب عيون سويسري. وتُمثل شبكة آمسلر أداة تشخيصية تساعد في اكتشاف الاضطرابات البصرية الناجمة عن تغيرات الشبكية، وخاصة بقعة الشبكية (مثل التنكس البقعي، والغشاء الفوق شبكي)، وكذلك اضطرابات العصب البصري والمسار البصري العصبي المتجه إلى الدماغ.

شبكة آسملر كما يراها الشخص الذي ليده رؤية طبيعية.

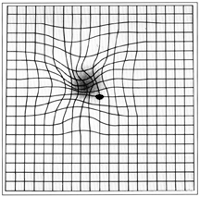
رسم فني لشبكة آمسلر كما يراها الشخص المصاب بالتنكس البقعي المرتبط بالعمر.

في اختبار شبكة آسملر ينظر المريض بكل عين على حدة إلى نقطة صغيرة في وسط الشبكة، والمرضى الذين يعانون من أمراض البقعة يرون الشبكة كما لو كانت الخطوط متموجة أو حتي يفقدون القدرة على رؤية بعض الخطوط.
يتم تناول شبكات لآسملر من قبل أطباء العيون وفاحصي النظر، أو من مواقع الويب، ويمكن استخدامها كاختبار رؤية سهل القيام به في المنزل.
كانت شبكة آسملر الأصلية ذات لونين هما الأسود والأبيض. إلا أن النسخة الملونة ذات اللونين الأزرق والأصفر تُعتبر أكثر حساسية ويمكن استخدامها لاختبار مجموعة واسعة من تشوهات المسار المرئي، بما في ذلك تلك المرتبطة بالشبكية، العصب البصري، والغدة النخامية .